# Wilby (Northamptonshire)
Wilby – wieś w Anglii, w hrabstwie Northamptonshire, w dystrykcie (unitary authority) North Northamptonshire. Leży 13 km na północny wschód od miasta Northampton i 97 km na północny zachód od Londynu. W 2001 miejscowość liczyła 621 mieszkańców.